# MAPPA
Městský ateliér prostorového plánování a architektury (MAPPA) je příspěvková organizace, jejímž zřizovatelem je statutární město Ostrava. Je hlavním koncepčním pracovištěm Ostravy v oblasti architektury, urbanismu, veřejného prostoru a celkově rozvoje a tvorby města. Za cíl si klade pracovat na kultivaci veřejného prostoru a zeleně v Ostravě, připravovat odborné podklady v oblasti architektury, urbanismu a rozvoje města, organizovat architektonické a urbanistické soutěže, posilovat partnerství a spolupráci s vysokými školami, odborníky a veřejností, komunikovat s nimi připravované projekty v Ostravě a také zapojovat veřejnost do plánování a rozhodování při tvorbě města. Navazuje na stávající činnosti některých odborů magistrátu města, především Útvaru hlavního architekta a strategického rozvoje.
Vznik organizace schválili ostravští zastupitelé 6. 3. 2019, přičemž byla zřízena k 1. 7. 2019, nicméně nový ředitel nastoupil do své funkce až v srpnu (do nástupu nového ředitele byl do vedení organizace jmenován radou města vedoucí odboru strategického rozvoje magistrátu města Václav Palička) a plně fungovat ateliér začal až v roce 2020. Na její chod byla pro rok 2019 vyčleněna částka 10 milionů korun, v následujícím dvojnásobek.
Je vedena ředitelem - městským architektem Ostravy vybraným ve dvoukolovém výběrovém řízení, jehož úkolem je koordinovat a řídit organizaci, být zodpovědný za její personální obsazení a prezentaci výsledků činnosti ateliéru, též komunikovat s veřejností, účastnit se veřejných debat a poskytovat městu svůj odborný pohled na jeho rozvoj. O výsledcích dvoukolového výběrového řízení na post prvního městského architekta v létě 2019 rozhodla osmičlenná porota složená z pěti odborníků a tří zástupců samosprávy města. Zasedla v ní např. profesorka Eva Jiřičná, ale také Adam Gebrian, Vít Máslo z mezinárodní architektonické kanceláře, ředitel organizace KAM Michal Sedláček a spoluzakladatel IPR Tomáš Hudeček.
Dále ji tvoří tým expertů na architekturu, krajinářskou architekturu, urbanismus, dopravní inženýrství, analýzu dat, apod.
Od vzniku MAPPA se součástí organizace stává i dosud samostatně fungující kancelář Refill, která je iniciátorem a zprostředkovatelem dočasného užívání opuštěných prostor v Ostravě.

## Tým
MAPPA tvoří celkem šestnáctičlenný tým o celkem jedenácti specializacích:
- Ředitel MAPPA, městský architekt: Ing. arch. Ondřej Vysloužil;
- Asistentka ředitele: Ing. Martina Kostelníková;
- Urbanismus a architektura: Ing. arch. Pavel Řihák; Ing. arch. Zuzana Paclová; Ing. arch. Petr Buryška; Ing. arch. Martina Mikócziová;
- Urbanismus a doprava: Ing. Josef Laža;
- Krajina: Ing. Zuzana Sáňková;
- Správa a analýza prostorových dat: Mgr. Libuše Dobrá; Mgr. Denisa Poskerová;
- Komunikace a participace: Ing. Zuzana Kotyzová
- Popularizace a komunikace: Tomáš Čech
- Komunikace a řízení značky: Ing. Vendula Rechová;
- REFILL: Bc. Lenka Hochová; Tomáš Zetek;
- Účetnictví a ekonomika: Pavla Grocholová